# Powiat de Krotoszyn
Pour les articles homonymes, voir Krotoszyn (homonymie).
Le powiat de Krotoszyn (en polonais : powiat krotoszyński) est un powiat appartenant à la voïvodie de Grande-Pologne dans le centre-ouest de la Pologne.
Il est né le 1er janvier 1999, à la suite des réformes polonaises de gouvernement local passées en 1998. 
Le siège administratif du powiat est la ville de Krotoszyn, qui se trouve à 88 kilomètres au sud-est de Poznań, capitale de la voïvodie de Grande-Pologne. Le powiat possède 4 autres villes, Koźmin Wielkopolski, située à 16 kilomètres au nord de Krotoszyn, Zduny, située à 6 kilomètres au sud-ouest de Krotoszyn, Kobylin, située à 15 kilomètres à l'ouest de Krotoszyn, et Sulmierzyce, située à 12 kilomètres au sud-est de Krotoszyn.
Le district couvre une superficie de 714,23 kilomètres carrés. En 2006, sa population totale est de 77 092 habitants, avec une population pour la ville de Krotoszyn de 29 421 habitants, pour la ville de Koźmin Wielkopolski de 6 707 habitants, pour la ville de Zduny de 4 498 habitants, pour la ville de Kobylin de 3 084 habitants, pour la ville de Sulmierzyce de 2 772 habitants, et une population rurale de 30 610 habitants.

## Division administrative

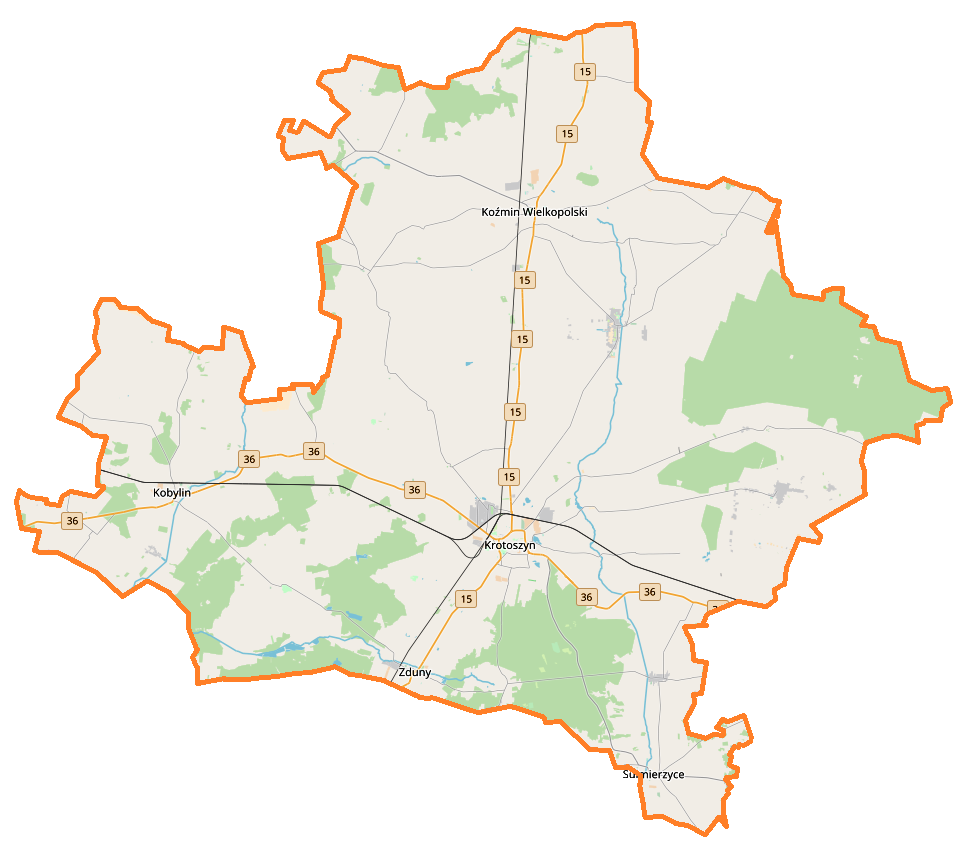
Plan du powiat.

Le powiat de Krotoszyn comprend 6 communes :
- 1 commune urbaine : Sulmierzyce ;
- 1 commune rurale : Rozdrażew ;
- 4 communes mixtes (urbaines-rurales) : Kobylin, Koźmin Wielkopolski, Krotoszyn et Zduny.

Celles-ci sont inscrites dans le tableau suivant, dans l'ordre décroissant de la population.
| Gmina               | Type         | Superficie (km²) | Population (2006) | Siège               |
| Krotoszyn           | urbain-rural | 255,5            | 40 360            | Krotoszyn           |
| Koźmin Wielkopolski | urbain-rural | 152,7            | 13 820            | Koźmin Wielkopolski |
| Kobylin             | urbain-rural | 112,4            | 8 039             | Kobylin             |
| Zduny               | urbain-rural | 85,2             | 6 946             | Zduny               |
| Rozdrażew           | rural        | 79,5             | 5 155             | Rozdrażew           |
| Sulmierzyce         | urbain       | 29               | 2 772             |                     |

## Démographie
Données du 30 juin 2005 :
| Description | Total  | Total | Femmes | Femmes | Hommes | Hommes |
| ----------- | ------ | ----- | ------ | ------ | ------ | ------ |
| Unité       | Nombre | %     | Nombre | %      | Nombre | %      |
| Population  | 76 959 | 100   | 39 299 | 51,06  | 37 660 | 48,94  |
| Urbain      | 46 353 | 60,23 | 24 004 | 31,19  | 22 349 | 29,04  |
| Rural       | 30 606 | 39,77 | 15 295 | 19,87  | 15 311 | 19,90  |

## Histoire
De 1975 à 1998, les différentes gminy du powiat actuelle appartenait administrativement aux voïvodies de Kalisz et de Leszno.

Le powiat de Krotoszyn est créée le 1er janvier 1999, à la suite des réformes polonaises de gouvernement local passées en 1998, et est rattachée à la voïvodie de Grande-Pologne.